# Jean-Philippe Mateta
Jean-Philippe Mateta (Sevran, 28 de junio de 1997) es un futbolista francés. Juega en la posición de delantero y desde 2021 milita en el Crystal Palace F. C. de la Premier League. Ha representado a su selección en las categorías sub-19, sub-21 y sub-23.

## Trayectoria

### Clubes
Mateta comenzó su carrera en el Sevran F. C. y el J. A. Drancy, antes de unirse a las categorías inferiores del L. B. Châteauroux. En la temporada 2014-15, jugó con el equipo sub-19 la Copa Gambardella, donde le marcó un gol al Olympique de Marsella en los octavos de final; no obstante, perdieron el partido en tanda de penales por 4:2 tras empatar por 1:1. En noviembre de 2015, Mateta firmó por dos años con la institución. Sin embargo, en enero de 2016 firmó su primer contrato profesional, que lo vinculó al club por tres temporadas. El 23 de agosto de 2016, le anotó tres goles al Le Havre A. C. en un partido por la segunda ronda de la Copa de la Liga que acabó 5:2. Un mes más tarde, fue fichado por cinco años por el Olympique de Lyon, que pagó cinco millones de euros por su pase.
El 21 de septiembre, realizó su debut en la Ligue 1 con el Olympique de Lyon en una goleada por 5:1 sobre el Montpellier H. S. C. En julio de 2017, fue transferido a préstamo al Le Havre A. C. por una temporada. Hizo una buena campaña con el equipo y, con diecisiete goles, se convirtió en el segundo máximo anotador de la liga, junto con Rachid Alioui. En julio de 2018, fue fichado por el Maguncia 05 de la Bundesliga de Alemania, que le pagó ocho millones de euros al Olympique de Lyon para comprarlo.
Tras dos temporadas y media en el equipo alemán, el 21 de enero de 2021 fue cedido un año y medio al Crystal Palace F. C. con la opción de adquirirlo en propiedad.

### Selección nacional
En mayo de 2017, el entrenador de la selección francesa sub-19, Jean-Claude Giuntini, incluyó a Mateta en la lista de jugadores que disputarían el Torneo Esperanzas de Toulon, donde el 5 de junio le anotó un gol a Baréin en una goleada por 6:1.

## Estadísticas
La siguiente tabla detalla los encuentros disputados y los goles marcados por Mateta en los clubes en los que ha militado.
| Club | Div.          | Temporada     | Liga  | Liga  | Liga   | Copas nacionales(1) | Copas nacionales(1) | Copas nacionales(1) | Torneos internacionales | Torneos internacionales | Torneos internacionales | Total(2) | Total(2) | Total(2) |
| Club | Div.          | Temporada     | Part. | Goles | Asist. | Part.               | Goles               | Asist.              | Part.                   | Goles                   | Asist.                  | Part.    | Goles    | Asist.   |
| --- | ------------- | ------------- | ----- | ----- | ------ | ------------------- | ------------------- | ------------------- | ----------------------- | ----------------------- | ----------------------- | -------- | -------- | -------- |
| L. B. Châteauroux Francia | 3.ª           | 2015-16       | 22    | 11    | 3      | 0                   | 0                   | 0                   | ―                       | ―                       | ―                       | 22       | 11       | 3        |
| L. B. Châteauroux Francia | 3.ª           | 2016-17       | 4     | 2     | 0      | 1                   | 3                   | 0                   | ―                       | ―                       | ―                       | 5        | 5        | 0        |
| L. B. Châteauroux Francia | Total club    | Total club    | 26    | 13    | 3      | 1                   | 3                   | 0                   | 0                       | 0                       | 0                       | 27       | 16       | 3        |
| Olympique de Lyon Francia | 1.ª           | 2016-17       | 2     | 0     | 0      | 1                   | 0                   | 0                   | 0                       | 0                       | 0                       | 3        | 0        | 0        |
| Olympique de Lyon Francia | Total club    | Total club    | 2     | 0     | 0      | 1                   | 0                   | 0                   | 0                       | 0                       | 0                       | 3        | 0        | 0        |
| Le Havre A. C. Francia | 2.ª           | 2017-18       | 37    | 19    | 0      | 1                   | 1                   | 0                   | ―                       | ―                       | ―                       | 38       | 20       | 0        |
| Le Havre A. C. Francia | Total club    | Total club    | 37    | 19    | 0      | 1                   | 1                   | 0                   | 0                       | 0                       | 0                       | 38       | 20       | 0        |
| 1. FSV Maguncia 05 · Alemania | 1.ª           | 2018-19       | 34    | 14    | 3      | 2                   | 0                   | 0                   | ―                       | ―                       | ―                       | 36       | 14       | 3        |
| 1. FSV Maguncia 05 · Alemania | 1.ª           | 2019-20       | 18    | 3     | 1      | 0                   | 0                   | 0                   | ―                       | ―                       | ―                       | 18       | 3        | 1        |
| 1. FSV Maguncia 05 · Alemania | 1.ª           | 2020-21       | 15    | 7     | 1      | 2                   | 3                   | 0                   | ―                       | ―                       | ―                       | 17       | 10       | 1        |
| 1. FSV Maguncia 05 · Alemania | Total club    | Total club    | 67    | 24    | 5      | 4                   | 3                   | 0                   | 0                       | 0                       | 0                       | 71       | 27       | 5        |
| Crystal Palace F. C. Inglaterra | 1.ª           | 2020-21       | 7     | 1     | 0      | 0                   | 0                   | 0                   | ―                       | ―                       | ―                       | 7        | 1        | 0        |
| Crystal Palace F. C. Inglaterra | 1.ª           | 2021-22       | 22    | 5     | 1      | 6                   | 2                   | 0                   | ―                       | ―                       | ―                       | 28       | 7        | 1        |
| Crystal Palace F. C. Inglaterra | 1.ª           | 2022-23       | 29    | 2     | 0      | 3                   | 0                   | 0                   | ―                       | ―                       | ―                       | 32       | 2        | 0        |
| Crystal Palace F. C. Inglaterra | 1.ª           | 2023-24       | 35    | 16    | 5      | 4                   | 3                   | 0                   | ―                       | ―                       | ―                       | 39       | 19       | 5        |
| Crystal Palace F. C. Inglaterra | 1.ª           | 2024-25       | 37    | 14    | 2      | 9                   | 3                   | 2                   | ―                       | ―                       | ―                       | 46       | 17       | 4        |
| Crystal Palace F. C. Inglaterra | 1.ª           | 2025-26       | 0     | 0     | 0      | 1                   | 1                   | 0                   | 0                       | 0                       | 0                       | 1        | 1        | 0        |
| Crystal Palace F. C. Inglaterra | Total club    | Total club    | 130   | 38    | 8      | 23                  | 9                   | 2                   | 0                       | 0                       | 0                       | 153      | 47       | 10       |
| Total carrera | Total carrera | Total carrera | 262   | 94    | 16     | 30                  | 16                  | 2                   | 0                       | 0                       | 0                       | 292      | 110      | 18       |
| (1) Incluye datos de la Copa de Francia, Copa de la Liga de Francia, Copa de Alemania, FA Cup, Copa de la Liga de Inglaterra y Community Shield. (2) No incluye goles en partidos amistosos. |               |               |       |       |        |                     |                     |                     |                         |                         |                         |          |          |          |

## Palmarés

### Títulos nacionales
| Título           | Club                 | País       | Año  |
| ---------------- | -------------------- | ---------- | ---- |
| FA Cup           | Crystal Palace F. C. | Inglaterra | 2025 |
| Community Shield | Crystal Palace F. C. | Inglaterra | 2025 |